# George Greville, II conte di Warwick
George Greville, II conte di Warwick (Castello di Warwick, 16 settembre 1746 – Londra, 2 maggio 1816), è stato un nobile e politico inglese.

## Biografia
Era il figlio maggiore di Francis Greville, I conte di Warwick, e di sua moglie, Lady Elizabeth Hamilton. Il suo padrino è stato re Giorgio I.
Studiò a Eton College, e successivamente a Christ Church, Oxford University e alla Università di Edimburgo.

## Carriera
Ha ricoperto la carica di deputato Tory per Warwick tra il 1768 e il 1773. Egli acquistò una tenuta di 2.500 ettari a Tachbrook, vicino al Castello di Warwick. Si guadagnò il grado di colonnello nel 1795 al servizio del Fencibles Warwickshire e la carica di Lord luogotenente di Warwickshire tra il 1795 e il 1816.

## Matrimonio
Sposò, il 1º aprile 1771, Georgiana Peachey, figlia di James Peachey, I barone Selsey. Ebbero un figlio:
- George Greville, Lord Brooke (25 marzo 1772-2 maggio 1786).

Sposò, il 14 luglio 1776, Henrietta Vernon, la figlia di Richard Vernon e Lady Evelyn Leveson-Gower. Ebbero quattro figli:
- Lady Augusta Sophia Greville (?-2 marzo 1845), sposò Heneage Finch, V conte di Aylesford, ebbero due figli;
- Lord John Charles Greville (?-1836);
- Henry Greville, III conte di Warwick (1779-1853);
- Lady Henrietta Louisa Greville (1785-8 novembre 1838), sposò Thomas Scott, II conte di Clonmell, ebbero tre figli.

## Morte
Morì il 2 maggio 1816, all'età di 69 anni, in Green Street, Londra. Fu sepolto il 12 maggio 1816 a Warwick, Warwickshire.

## Ascendenza
|                                      |                                     |                                         | Genitori                                |  |  | Nonni |  |  | Bisnonni              |  |  | Trisnonni                       |  |
|                                      |                                     |                                         |                                         |  |  |       |  |  | hon. Francis Greville |  |  | Fulke Greville, V barone Brooke |  |
|                                      |                                     |                                         |                                         |  |  |       |  |  | hon. Francis Greville |  |  | Fulke Greville, V barone Brooke |  |
|                                      |                                     | Sarah Dashwood                          |                                         |  |  |       |  |  | hon. Francis Greville |  |  |                                 |  |
| William Greville, VII barone Brooke  |                                     |                                         |                                         |  |  |       |  |  | hon. Francis Greville |  |  |                                 |  |
|                                      |                                     | lady Anne Wilmot                        | John Wilmot, II conte di Rochester      |  |  |       |  |  |                       |  |  |                                 |  |
|                                      |                                     | lady Anne Wilmot                        | John Wilmot, II conte di Rochester      |  |  |       |  |  |                       |  |  |                                 |  |
|                                      |                                     | lady Anne Wilmot                        | Elizabeth Malet                         |  |  |       |  |  |                       |  |  |                                 |  |
| Francis Greville, I conte di Warwick |                                     | lady Anne Wilmot                        |                                         |  |  |       |  |  |                       |  |  |                                 |  |
|                                      |                                     | hon. Henry Thynne                       | Thomas Thynne, I visconte Weymouth      |  |  |       |  |  |                       |  |  |                                 |  |
|                                      |                                     | hon. Henry Thynne                       | Thomas Thynne, I visconte Weymouth      |  |  |       |  |  |                       |  |  |                                 |  |
|                                      |                                     | hon. Henry Thynne                       | lady Frances Finch                      |  |  |       |  |  |                       |  |  |                                 |  |
| Mary Thynne                          |                                     | hon. Henry Thynne                       |                                         |  |  |       |  |  |                       |  |  |                                 |  |
|                                      |                                     | Grace Strode                            | sir George Strode                       |  |  |       |  |  |                       |  |  |                                 |  |
|                                      |                                     | Grace Strode                            | sir George Strode                       |  |  |       |  |  |                       |  |  |                                 |  |
|                                      |                                     | Grace Strode                            | Grace FitzJames                         |  |  |       |  |  |                       |  |  |                                 |  |
| George Greville, II conte di Warwick |                                     | Grace Strode                            |                                         |  |  |       |  |  |                       |  |  |                                 |  |
|                                      | William Douglas, I conte di Selkirk | William Douglas, I marchese di Douglas  |                                         |  |  |       |  |  |                       |  |  |                                 |  |
|                                      | William Douglas, I conte di Selkirk | William Douglas, I marchese di Douglas  |                                         |  |  |       |  |  |                       |  |  |                                 |  |
|                                      | William Douglas, I conte di Selkirk | lady Mary Gordon                        |                                         |  |  |       |  |  |                       |  |  |                                 |  |
| lord Archibald Hamilton              | William Douglas, I conte di Selkirk |                                         |                                         |  |  |       |  |  |                       |  |  |                                 |  |
|                                      |                                     | Anne Hamilton, III duchessa di Hamilton | James Hamilton, I duca di Hamilton      |  |  |       |  |  |                       |  |  |                                 |  |
|                                      |                                     | Anne Hamilton, III duchessa di Hamilton | James Hamilton, I duca di Hamilton      |  |  |       |  |  |                       |  |  |                                 |  |
|                                      |                                     | Anne Hamilton, III duchessa di Hamilton | lady Margaret Feilding                  |  |  |       |  |  |                       |  |  |                                 |  |
| lady Elizabeth Hamilton              |                                     | Anne Hamilton, III duchessa di Hamilton |                                         |  |  |       |  |  |                       |  |  |                                 |  |
|                                      |                                     | James Hamilton, VI conte di Abercorn    | James Hamilton                          |  |  |       |  |  |                       |  |  |                                 |  |
|                                      |                                     | James Hamilton, VI conte di Abercorn    | James Hamilton                          |  |  |       |  |  |                       |  |  |                                 |  |
|                                      |                                     | James Hamilton, VI conte di Abercorn    | Elizabeth Colepeper                     |  |  |       |  |  |                       |  |  |                                 |  |
| lady Jane Hamilton                   |                                     | James Hamilton, VI conte di Abercorn    |                                         |  |  |       |  |  |                       |  |  |                                 |  |
|                                      |                                     | Elizabeth Reading                       | sir Robert Reading, I baronetto Reading |  |  |       |  |  |                       |  |  |                                 |  |
|                                      |                                     | Elizabeth Reading                       | sir Robert Reading, I baronetto Reading |  |  |       |  |  |                       |  |  |                                 |  |
|                                      |                                     | Elizabeth Reading                       | Jane Hannay                             |  |  |       |  |  |                       |  |  |                                 |  |
|                                      |                                     | Elizabeth Reading                       |                                         |  |  |       |  |  |                       |  |  |                                 |  |